# GFLI Atlantic Cup 2016
Navigation
GFLI 2015 GFLI 2017
Le GFL International Atlantic Cup 2016 est une compétition sportive européenne de football américain organisée par la GFL International, organisation regroupant des équipes de clubs amateurs d'Europe occidentale issus de Belgique, d'Irlande, du Luxembourg et des Pays-Bas. 
Il s'agit de la 2e édition de la GFL International Atlantic Cup remplaçant la défunte EFAF Atlantic Cup.
Ce sont les belges des Black Angels de Bruxelles qui remportent le tournoi qui se déroule à Dudelange au Luxembourg les 26 et 27 septembre 2016.

## Équipes participantes
| Club                                        | Ville     | Résultat en 2014                              |
| ------------------------------------------- | --------- | --------------------------------------------- |
| Irlande Trojans de Belfast (en)             | Belfast   | Champion d'Irlande                            |
| Belgique Black Angels de Bruxelles          | Gand      | Champion de Belgique                          |
| Pays-Bas Groningen Giants (nl)              | Groningen | Champion de la deuxième division néerlandaise |
| Luxembourg Luxembourg Steelers de Dudelange | Dudelange |                                               |

## Tableau de la compétition
|  | Demi-finales                     | Demi-finales                  |                        |    | Finale                        | Finale                        |
|  | Demi-finales                     | Demi-finales                  |                        |    | Finale                        | Finale                        |
|  |                                  |                               |                        |    |                               |                               |
|  | 26 septembre 2016 à Dudelange    | 26 septembre 2016 à Dudelange |                        |    | 27 settembre 2016 à Dudelange | 27 settembre 2016 à Dudelange |
|  | 26 septembre 2016 à Dudelange    | 26 septembre 2016 à Dudelange |                        |    | 27 settembre 2016 à Dudelange | 27 settembre 2016 à Dudelange |
|  | Brussels Black Angels            | 13                            |                        |    | 27 settembre 2016 à Dudelange | 27 settembre 2016 à Dudelange |
|  | Brussels Black Angels            | 13                            |                        |    | 27 settembre 2016 à Dudelange | 27 settembre 2016 à Dudelange |
|  | Belfast Trojans                  | 12                            |                        |    | 27 settembre 2016 à Dudelange | 27 settembre 2016 à Dudelange |
|  | Belfast Trojans                  | 12                            | Brussels Black Angels  | 47 |                               |                               |
|  | 26 septembre 2016 à Dudelange    |                               | Brussels Black Angels  | 47 |                               |                               |
|  |                                  | Groningen Giants              | 0                      |    |                               |                               |
|  | Groningen Giants                 | Groningen Giants              | 0                      | 22 |                               |                               |
|  | Groningen Giants                 |                               |                        | 22 |                               |                               |
|  | Luxembourg Steelers de Dudelange | 0                             |                        |    |                               |                               |
|  | Luxembourg Steelers de Dudelange | 0                             | Match pour la 3e place |    |                               |                               |
|  |                                  |                               |                        |    |                               |                               |
|  | 27 settembre 2016 à Dudelange    |                               |                        |    |                               |                               |
|  |                                  |                               |                        |    |                               |                               |
|  | Belfast Trojans                  | 39                            |                        |    |                               |                               |
|  | Belfast Trojans                  | 39                            |                        |    |                               |                               |
|  | Luxembourg Steelers de Dudelange | 6                             |                        |    |                               |                               |
|  | Luxembourg Steelers de Dudelange | 6                             |                        |    |                               |                               |

| Pos. | Équipe                           | % V.  | G | V | P | PF | PS |
| ---- | -------------------------------- | ----- | - | - | - | -- | -- |
| 1    | Black Angels de Bruxelles        | 1.000 | 2 | 2 | 0 | 60 | 12 |
| 2    | Groningen Giants                 | .667  | 2 | 1 | 1 | 22 | 47 |
| 3    | Trojans de Belfast (en)          | .333  | 2 | 1 | 1 | 81 | 19 |
| 4    | Luxembourg Steelers of Dudelange | .000  | 2 | 0 | 2 | 6  | 91 |